# Élections sénatoriales de 1989 en Haute-Corse
 (octobre 2021).
Si vous disposez d'ouvrages ou d'articles de référence ou si vous connaissez des sites web de qualité traitant du thème abordé ici, merci de compléter l'article en donnant les références utiles à sa vérifiabilité et en les liant à la section « Notes et références ».
L'élection sénatoriale dans la Haute-Corse a eu lieu le dimanche 24 septembre 1989. 
Elle a eu pour but d'élire le sénateur représentant le département de la Haute-Corse pour un mandat de neuf années.

## Contexte départemental
Lors des élections sénatoriales du 28 septembre 1980 dans la Haute-Corse, un sénateur a été élu, François Giacobbi (PRG).
Depuis, tous les effectifs du collège électoral des grands électeurs ont été renouvelés, avec les élections législatives de 1988 en Haute-Corse, les élections régionales françaises de 1986, les élections cantonales de 1986 et 1989 et les élections municipales françaises de 1989.

## Rappel des résultats de 1980
|                | François Giacobbi    | MRG            | 286 | 56,19  |  |  |
|                | Jean-Charles Colonna | RPR            | 150 | 29,47  |  |  |
|                | Ange Rovère          | PCF            | 73  | 14,34  |  |  |
|                |                      |                |     |        |  |  |
| Inscrits       | Inscrits             | Inscrits       | 514 | 100,00 |  |  |
| Abstentions    | Abstentions          | Abstentions    | 1   | 0,19   |  |  |
| Votants        | Votants              | Votants        | 513 | 99,81  |  |  |
| Blancs et nuls | Blancs et nuls       | Blancs et nuls | 4   | 0,78   |  |  |
| Exprimés       | Exprimés             | Exprimés       | 509 | 99,02  |  |  |

## Sénateur sortant
| Sénateur | Sénateur          | Parti | Fonctions lors de l'élection en 1980                            |
| -------- | ----------------- | ----- | --------------------------------------------------------------- |
|          | François Giacobbi | MRG   | Sénateur sortant, président du conseil général, maire de Venaco |

## Présentation des candidats
Le seul représentant de la Haute-Corse est élu pour une législature de 9 ans au suffrage universel indirect par les 504 grands électeurs du département. 
En Haute-Corse, le sénateur est élu au scrutin majoritaire à deux tours.
| Candidats | Candidats            | Parti | Principale fonction                            |
| --------- | -------------------- | ----- | ---------------------------------------------- |
|           | Ange Rovère          | PCF   | Adjoint au maire de Bastia                     |
|           | Mauriziu Acquaviva   | REG   |                                                |
|           | François Giacobbi    | MRG   | Sénateur sortant, président du conseil général |
|           | Jean-Charles Colonna | RPR   | Conseiller général, maire de Corte             |

## Résultats
|                | François Giacobbi    | MRG            | 293 | 58,60  |  |  |
|                | Jean-Charles Colonna | RPR            | 166 | 33,20  |  |  |
|                | Ange Rovère          | PCF            | 29  | 5,80   |  |  |
|                | Mauriziu Acquaviva   | REG            | 12  | 2,40   |  |  |
|                |                      |                |     |        |  |  |
| Inscrits       | Inscrits             | Inscrits       | 504 | 100,00 |  |  |
| Abstentions    | Abstentions          | Abstentions    | 0   | 0,00   |  |  |
| Votants        | Votants              | Votants        | 504 | 100,00 |  |  |
| Blancs et nuls | Blancs et nuls       | Blancs et nuls | 4   | 0,79   |  |  |
| Exprimés       | Exprimés             | Exprimés       | 500 | 99,21  |  |  |